# John D. Winters
John David Winters (McCool, 23 dicembre 1916 – Ruston, 9 dicembre 1997) è stato uno storico e docente statunitense.
È meglio noto per il suo premiato studio storico sulla Guerra civile in Louisiana, ancora in stampa, pubblicata nel 1963 e in versione tascabile nel 1991.

## Infanzia
Winters è figlio di John David Winters, Sr. (1891–1944) e Estrella Fancher (1890–1958), nasce nella città rurale di McCool, Mississippi nella Contea di Attala (Sede della Contea:Kosciusko) nel mezzo del Mississippi, ma crebbe a Lake Providence in Louisiana, la capitale della Parrocchia di East Carroll nel nordest della Louisiana, dove furono sepolti i suoi genitori.
Winters, che non usò la designazione "Jr.", fu un docente di storia della Louisiana Tech dal 1948 fino al suo pensionamento nel 1984. Ottenne un Bachelor of Arts, Master of Arts, e un Doctor of Philosophy alla Università della Louisiana a Baton Rouge. Combatté nella Seconda Guerra Mondiale, principalmente nel Pacifico, ma non viene menzionato nel suo necrologio. Il 26 gennaio 1952, sposa Frances Locke (1921–2006) nella città natale di lei, Ashdown nella Contea di Little River nel sudest dell'Arkansas.

## La Guerra Civile in Louisiana
La signora Winters aiutò il marito nella scrittura de La Guerra Civile in Louisiana, come bibliotecaria della Louisiana Tech dal 1948 al 1984, il progetto richiese anni di intense ricerche in vari registri storici. Nella prefazione del libro, Winters riconosce l'aiuto della moglie e anche il contributo di due storici che lo guidarono nel processo creativo, l'ex presidente della Louisiana Tech F. Jay Taylor, che lesse il manoscritto, e lo storico dell'Univarsità della Louisiana T. Harry Williams, che scrisse la prefazione. Secondo Williams, Winters "ha studiato ampiamente e profondamente, in fonti sparse e qualche volta fuggitive, e ha prodotto un'ampia storia della Louisiana durante la guerra civile, più di quanto non sia mai stato detto. Egli racconta una vera storia e non un mero cumulo di fatti. Ha scritto la sua narrazione con simpatia e umorismo e interesse, e sempre con obiettività. Si tratta di un lavoro che manterrà negli anni la sua importanza in questo campo." Il libro vince nel 1963 il Louisiana Literary Award voluto dalla Louisiana Library Association e nel 1964 il "Special Merit Book Award" dalla Greater Louisiana Tech Foundation.
Winters stima che trecento schiavi liberi si arruolarono volontariamente nella milizia in Louisiana dal 1862, ma altri due storici, Lawrence L. Hewitt e Arthur W. Bergeron, nel lavoro Louisianians in the Civil War affermano che il numero non è così alto, appena duecento. Hewitt e Bergeron documentano che quindici schiavi neri si sono arruolati nell'esercito confederato. I tre esempi più importanti di tali volontari si trovano nella Parrocchia di St. Landry nel sud della Louisiana.

## Critiche
Il lavoro di Winters è stato criticato, come dalla Dunning School, per le sue giustificazioni per il comportamento dei bianchi. Clarence L. Mohr dell'Università della Georgia scrisse nel 1974:"Comunque le discussioni di Winters sono caratterizzate da frequenti menzioni al 'problema dei neri', allusioni a indiscrezioni sessuali di 'servette colorate' e tentativi dei soldati dell'Unione di 'adescare' gli schiavi per portarli via al loro padroni... La prospettiva dell'autore è anche rivelata dalla sua descrizione della condotta dei neri nelle aree occupate e successivamente evacuate dalla truppe Federali durante le spedizioni del generale Nathaniel P. Banks sul Red River nel 1863. 'Alcuni [Negri]' scrive Winters 'rifiutarono di lavorare e vennero uccisi; alcuni vennero sonoramente picchiati; e tutti cominciarono ad agire meglio.'"

## Carriera
Dal 1977 fino al pensionamento, avvenuto nel 1984, Winters è stato il primo destinatario e titolare della cattedra di storia Garnie W. McGinty chiamata così in onore dell'ex presidente del dipartimento di storia della Louisiana Tech. Nel 1991, Winters fu nominato emerito professore dalla Louisiana Tech. Sempre la Louisiana Tech istituì in suo onore un "Dottorato in Storia". C'è anche un dottorato in onore del collega di Winters William Y. Thompson, uno specialista della storia dell'America del Sud come anche della Guerra Civile.
Nel 1968, Winters fu eletto presidente della Louisiana Historical Association, ora con sede a Lafayette. Fu attivo anche in altre società storiche. Winters vinse altri due premi: nel 1975 dalle Figlie della rivoluzione americana e nel 1980 dalla Amoco Oil Company per l'eccellenza nella formazione universitaria.
Nel 1980 Winters e Danelle Bradford, scrissero insieme "Seventy-Eight Years of Football at Louisiana Tech" nel North Louisiana Historical Association Journal, fino alla rinomina in North Louisiana History.
Winters scrisse anche un articolo sul Ouachita River e sul Black River.

## Morte
Winters morì al Lincoln General Hospital di Ruston, aveva 80 anni. Era sopravvissuto alla moglie e alle due cognate, Doris M. Winters (1917–2004) di Lake Providence ed Elizabeth Winters di Garland, Texas. Fu cremato. Il funerale si tenne l'11 dicembre del 1997 alla chiesa metodista di Ruston.